# Blacus dilaticornis
Blacus dilaticornis är en stekelart som beskrevs av Van Achterberg 1976. Blacus dilaticornis ingår i släktet Blacus, och familjen bracksteklar. Inga underarter finns listade.